# François Rubota Masumbuko
Pour les articles homonymes, voir Masumbuko.
 (mai 2024).
La mise en forme du texte ne suit pas les recommandations de Wikipédia : il faut le « wikifier ».
Les points d'amélioration suivants sont les cas les plus fréquents. Le détail des points à revoir est peut-être précisé sur la page de discussion.
- Les titres sont pré-formatés par le logiciel. Ils ne sont ni en capitales, ni en gras.
- Le texte ne doit pas être écrit en capitales (les noms de famille non plus), ni en gras, ni en italique, ni en « petit »…
- Le gras n'est utilisé que pour surligner le titre de l'article dans l'introduction, une seule fois.
- L'italique est rarement utilisé : mots en langue étrangère, titres d'œuvres, noms de bateaux, etc.
- Les citations ne sont pas en italique mais en corps de texte normal. Elles sont entourées par des guillemets français : « et ».
- Les listes à puces sont à éviter, des paragraphes rédigés étant largement préférés. Les tableaux sont à réserver à la présentation de données structurées (résultats, etc.).
- Les appels de note de bas de page (petits chiffres en exposant, introduits par l'outil «  Source ») sont à placer entre la fin de phrase et le point final[comme ça].
- Les liens internes (vers d'autres articles de Wikipédia) sont à choisir avec parcimonie. Créez des liens vers des articles approfondissant le sujet. Les termes génériques sans rapport avec le sujet sont à éviter, ainsi que les répétitions de liens vers un même terme.
- Les liens externes sont à placer uniquement dans une section « Liens externes », à la fin de l'article. Ces liens sont à choisir avec parcimonie suivant les règles définies. Si un lien sert de source à l'article, son insertion dans le texte est à faire par les notes de bas de page.
- La présentation des références doit suivre les conventions bibliographiques. Il est recommandé d'utiliser les modèles {{Ouvrage}}, {{Chapitre}}, {{Article}}, {{Lien web}} et/ou {{Bibliographie}}. Le mode d'édition visuel peut mettre en forme automatiquement les références.
- Insérer une infobox (cadre d'informations à droite) n'est pas obligatoire pour parachever la mise en page.

Pour une aide détaillée, merci de consulter Aide:Wikification.
Si vous pensez que ces points ont été résolus, vous pouvez retirer ce bandeau et améliorer la mise en forme d'un autre article.
François Rubota Masumbuko est un homme politique de la république démocratique du Congo.
De 2021 à 2023, il est ministre d’État, ministre du Développement rural au sein des gouvernements de Jean-Michel Sama Lukonde Kyenge.

## Biographie
Titulaire d’une licence en gestion des institutions de santé et en droit, il intervient dans le domaine de l’agriculture et du transport des biens. Il a été directeur administratif de plusieurs institutions de santé, notamment à Lemera, Pinga/Nord-Kivu et Panzi/Bukavu. Il a coordonné les activités d’assistance aux déplacés à Goma et aux Pygmées d’Ituri.

## Historique
En 2006, François Rubota se lance en politique. Il adhère au Parti congolais pour la bonne gouvernance. Il est élu député provincial dans la circonscription d’Uvira.
En 2011, il rejoint le Mouvement social du renouveau dont il est cofondateur. Il est encore réélu, cette fois-ci aux législatives nationales. Il devient l’un des principaux lieutenants du parti avec Pierre Lumbi.
En 2015, ce dernier fait défection. Il rejoint les frondeurs de la majorité. Mais, François Rubota, fidèle à son obédience politique, devint le secrétaire général du parti. Et, au même moment, président du regroupement politique Alliance des démocrates pour le renouveau et le progrès, ADRP. En 2021, il répond à l’appel du président Félix Tshisekedi et adhère à la vision du chef de l’État de l’Union sacrée de la nation.
De 2017 à 2021, il dirige la Caisse nationale de péréquation.
Il est ministre d’État, ministre du Développement rural dans le gouvernement Lukonde depuis le 12 avril 2021,.
En avril 2024, dans le cadre d'une enquête sur des détournements de fonds publics et de la corruption relative à un marché signé en 2021, le procureur près la Cour de cassation interdit à François Rubota Masumbuko (ainsi qu'à Nicolas Kazadi et Guy Mikulu Pombo) de quitter le territoire national.